# Declaració de guerra

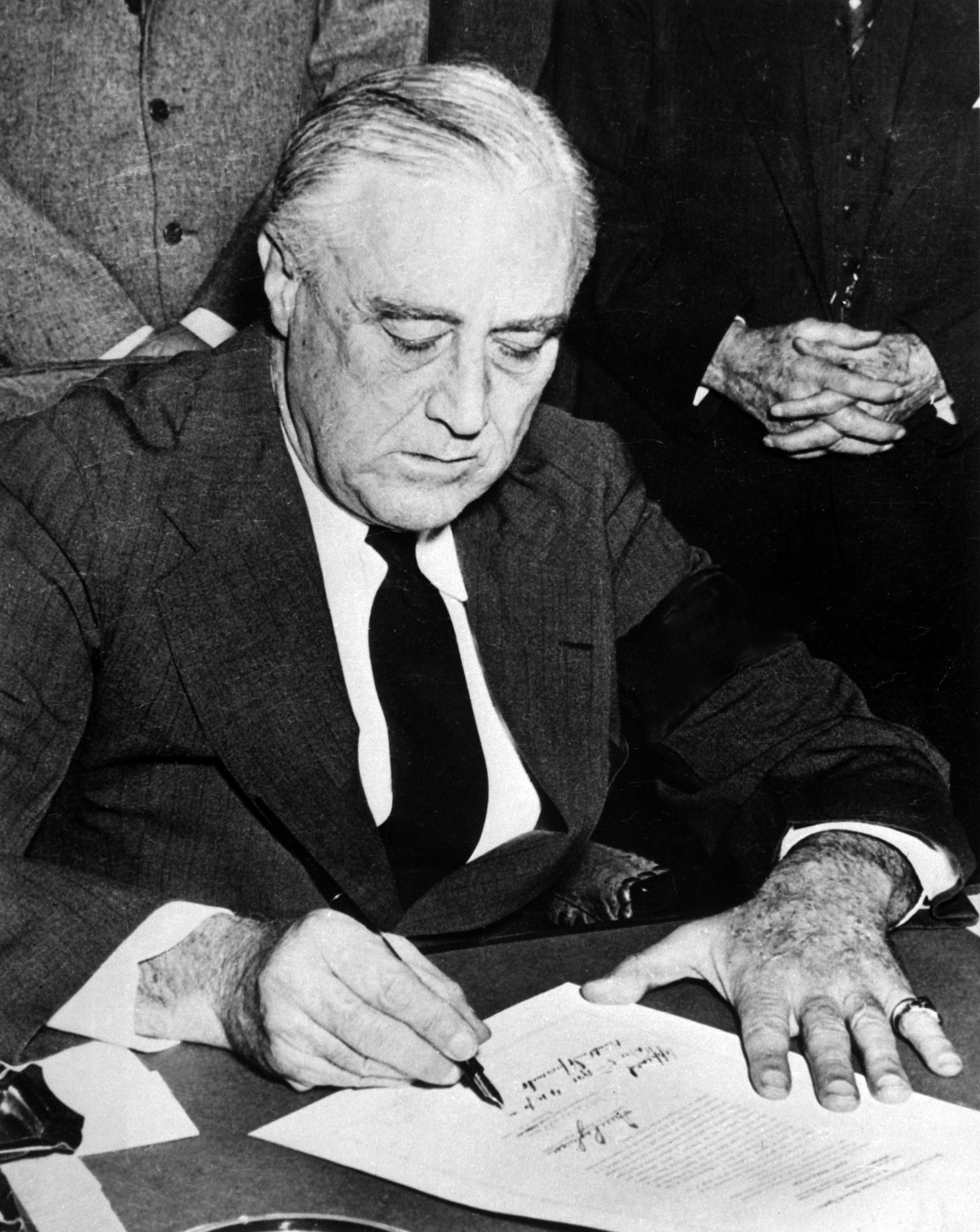
El President dels Estats Units Franklin Delano Roosevelt signa la declaració de guerra contra l'Imperi del Japó, 8 de desembre de 1941, un dia després de l'atac a Pearl Harbor

Una declaració de guerra és un acte formal emès per un govern estatal que indica una activitat bèl·lica existent o imminent contra un altre. La declaració és un acte de parla performatiu (o la signatura pública d'un document) per part d'una part autoritzada d'un govern nacional, per tal de crear un estat de guerra entre dos o més estats.
Les declaracions de guerra han esdevingut mitjans diplomàtics des del Renaixement, quan van ser emeses les primeres declaracions de guerra formals.
La legalitat de qui és competent per declarar la guerra varia entre nacions i formes de govern. En moltes nacions, aquest poder es dona al cap d'estat o sobirà. En altres casos, alguna cosa menys una declaració de guerra completa, com ara una Patent de cors o una operació encoberta, pot autoritzar actes bèl·lics per part de corsaris o mercenaris. El protocol internacional oficial per declarar la guerra es va definir a la Convenció de la Haia (III) de 1907 sobre l'obertura d'hostilitats.
En el dret internacional, una declaració de guerra comporta el reconeixement entre els països d'un estat d'hostilitat entre les nacions implicades, i la declaració està actuant per regular la conducta dels exèrcits dels països.
La Societat de Nacions, formada en el 1919 i el Tractat General de Renúncia a la guerra del 1928 signat a París, demostraren que les potències mundials cercaven evitar noves guerres, però van ser incapaces d'evitar la Segona Guerra Mundial.
Des del 1945, els desenvolupaments del dret internacional, com ara la Carta de les Nacions Unides, que prohibeix tant l'amenaça com l'ús de la força en conflictes internacionals, han fet que les declaracions de guerra siguin en gran part obsoletes en les relacions internacionals, tot i que aquestes declaracions poden tenir rellevància dins del dret intern dels bel·ligerants o de les nacions neutrals. El Consell de Seguretat de les Nacions Unides, en virtut de les facultats atorgades als articles 24 i 25, i al Capítol VII de la Carta, pot autoritzar accions col·lectives per mantenir o fer complir la pau i la seguretat internacionals. L'article 51 de la Carta de les Nacions Unides també estableix que: "Res de les disposicions d'aquesta Carta no afectarà el dret inherent a la legítima defensa individual o col·lectiva si es produeix un atac armat contra un estat."
Les declaracions de guerra han estat extremadament rares des del final de la Segona Guerra Mundial. Els estudiosos han debatut les causes d'aquest declivi, i alguns argumenten que els estats intenten evadir les restriccions del dret internacional humanitari (que regeix la conducta en la guerra) mentre que d'altres argumenten que les declaracions de guerra han arribat a ser percebudes com a marcadors d'agressió i objectius maximalistes.

## Història

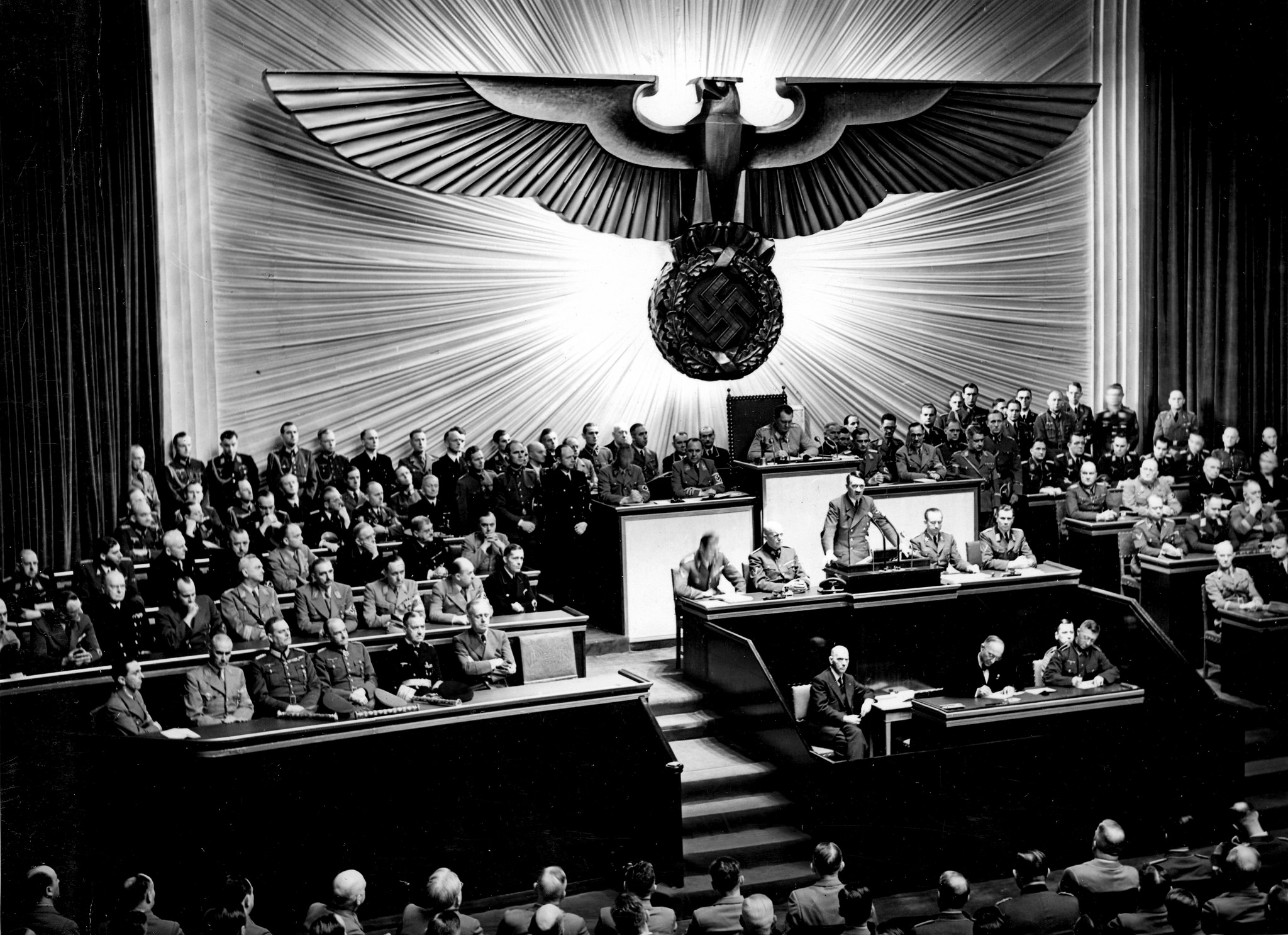
Adolf Hitler anunciant la declaració de guerra alemanya contra els Estats Units l'11 de desembre de 1941.

La pràctica de declarar la guerra té una llarga història. L'antiga epopeia sumèria de Guilgameix en dóna compte, igual que l' Antic Testament. La República Romana va formalitzar la declaració de guerra mitjançant una cerimònia especial, el ritual dels fecials, tot i que la pràctica va començar a decaure a l'era imperial.
Tanmateix, la pràctica de declarar la guerra no sempre es seguia estrictament. En el seu estudi Hostilities without Declaration of War (1883), l'acadèmic britànic John Frederick Maurice va mostrar que entre 1700 i 1870 la guerra només es va declarar en 10 casos, mentre que en altres 107 casos la guerra es va lliurar sense aquesta declaració (aquestes xifres només inclouen les guerres lliurades a Europa i entre els estats europeus i els Estats Units, sense incloure les guerres colonials a l'Àfrica i Àsia).
En el dret internacional públic modern, una declaració de guerra implica el reconeixement entre països d'un estat d'hostilitats entre aquests països, i aquesta declaració ha servit per regular la conducta entre els enfrontaments militars entre les forces dels respectius països. Els principals tractats multilaterals que regeixen aquestes declaracions són els Convenis de la Haia.
La Societat de Nacions, formada el 1919 arran de la Primera Guerra Mundial, i el Tractat General per a la Renúncia a la Guerra de 1928 signat a París, França, van demostrar que les potències mundials buscaven seriosament els mitjans per evitar la carnisseria d'una altra guerra mundial. No obstant això, aquestes potències no van poder aturar l'esclat de la Segona Guerra Mundial, per la qual cosa es van establir les Nacions Unides després d'aquella guerra en un renovat intent de prevenir l'agressió internacional mitjançant declaracions de guerra.

### Denigració de les declaracions formals de guerra abans de la Primera Guerra Mundial
A l'època clàssica, Tucídides va condemnar els tebans, aliats d'Esparta, per llançar un atac sorpresa sense declaració de guerra contra Platea, aliada d'Atenes, un esdeveniment que va iniciar la Guerra del Peloponès.
La utilitat de les declaracions formals de guerra sempre s'ha qüestionat, ja sigui com a vestigis sentimentals d'una època de cavalleria passada o com a advertències imprudents a l'enemic. Per exemple, escrivint el 1737, Cornelius van Bynkershoek va jutjar que "les nacions i els prínceps dotats d'un cert orgull no solen estar disposats a fer la guerra sense una declaració prèvia, ja que volen fer que la victòria sigui més honorable i gloriosa mitjançant un atac obert". Escrivint el 1880, William Edward Hall va jutjar que "qualsevol tipus de declaració prèvia és, per tant, una formalitat buida, tret que s'hagi de donar temps i oportunitat a l'enemic per posar-se en estat de defensa, i no cal dir que ningú afirma que aquest quixotisme sigui obligatori".

### Declaracions formals de guerra durant la Primera Guerra Mundial
En el context de la Primera Guerra Mundial, el protocol internacional oficial per declarar la guerra es va definir a la Convenció de la Haia de 1907 (o Haia II). Per a les maniobres diplomàtiques darrere d'aquests esdeveniments, que van conduir a hostilitats entre nacions, vegeu Història diplomàtica de la Primera Guerra Mundial.

###### Llista de declaracions de guerra
A continuació es mostra una taula que mostra els esclats de guerres entre nacions que van tenir lloc durant la Primera Guerra Mundial. S'indiquen les dates (durant el període previ o durant el transcurs de la Primera Guerra Mundial) a partir de les quals va existir un estat de guerra de facto entre nacions. La taula mostra tant els estats iniciadors com l'estat al qual es dirigia la declaració de guerra. Els esdeveniments enumerats inclouen aquells en què hi va haver una simple ruptura diplomàtica de relacions que no va implicar cap atac físic, així com aquells que van implicar declaracions obertes o actes d'agressió.
| Data                   | Estats iniciadors     | Estats objectiu       |
| ---------------------- | --------------------- | --------------------- |
| 28 de juliol de 1914   | Imperi Austrohongarès | Regne de Sèrbia       |
| 1 d'agost de 1914      | Imperi Alemany        | Imperi Rus            |
| 3 d'agost de 1914      | Imperi Alemany        | Bèlgica               |
| 3 d'agost de 1914      | Imperi Alemany        | França                |
| 4 d'agost de 1914      | Imperi Britànic       | Imperi Alemany        |
| 5 d'agost de 1914      | Regne de Montenegro   | Imperi Austrohongarès |
| 6 d'agost de 1914      | Imperi Austrohongarès | Imperi Rus            |
| 6 d'agost de 1914      | Regne de Sèrbia       | Imperi Alemany        |
| 8 d'agost de 1914      | Regne de Montenegro   | Imperi Alemany        |
| 12 d'agost de 1914     | Imperi Britànic       | Imperi Austrohongarès |
| 12 d'agost de 1914     | França                | Imperi Austrohongarès |
| 23 d'agost de 1914     | Imperi Japonès        | Imperi Alemany        |
| 25 d'agost de 1914     | Imperi Japonès        | Imperi Austrohongarès |
| 28 d'agost de 1914     | Imperi Austrohongarès | Bèlgica               |
| 1 de novembre de 1914  | Imperi Rus            | Imperi Otomà          |
| 5 de novembre de 1914  | França                | Imperi Otomà          |
| 5 de novembre de 1914  | Imperi Britànic       | Imperi Otomà          |
| 11 de novembre de 1914 | Imperi Otomà          | Imperi Rus            |
| 11 de novembre de 1914 | Imperi Otomà          | Imperi Japonès        |
| 11 de novembre de 1914 | Imperi Otomà          | Imperi Britànic       |
| 2 de desembre de 1914  | Regne de Sèrbia       | Imperi Otomà          |
| 3 de desembre de 1914  | Regne de Montenegro   | Imperi Otomà          |
| 5 de desembre de 1914  | Imperi Japonès        | Imperi Otomà          |
| 23 de maig de 1915     | Regne d'Itàlia        | Imperi Austrohongarès |
| 21 d'agost de 1915     | Regne d'Itàlia        | Imperi Otomà          |
| 27 d'agost de 1916     | Regne d'Itàlia        | Imperi Alemany        |
| 14 d'octubre de 1915   | Regne de Bulgària     | Regne de Sèrbia       |
| 15 d'octubre de 1915   | Imperi Britànic       | Regne de Bulgària     |
| 15 d'octubre de 1915   | Regne de Montenegro   | Regne de Bulgària     |
| 16 d'octubre de 1915   | Imperi Japonès        | Regne de Bulgària     |
| 16 d'octubre de 1915   | França                | Regne de Bulgària     |
| 19 d'octubre de 1915   | Regne d'Itàlia        | Regne de Bulgària     |
| 19 d'octubre de 1915   | Imperi Rus            | Regne de Bulgària     |
| 9 de març de 1916      | Imperi Alemany        | Portugal              |
| 15 de març de 1916     | Imperi Austrohongarès | Portugal              |
| 28 d'agost de 1916     | Romania               | Imperi Austrohongarès |
| 28 d'agost de 1916     | Imperi Alemany        | Romania               |
| 30 d'agost de 1916     | Imperi Otomà          | Romania               |
| 1 de setembre de 1916  | Regne de Bulgària     | Romania               |
| 6 d'abril de 1917      | Estats Units          | Imperi Alemany        |
| 7 d'abril de 1917      | Panamà                | Imperi Alemany        |
| 7 d'abril de 1917      | Cuba                  | Imperi Alemany        |
| 27 de juny de 1917     | Regne de Grècia       | Imperi Austrohongarès |
| 27 de juny de 1917     | Regne de Grècia       | Imperi Alemany        |
| 27 de juny de 1917     | Regne de Grècia       | Regne de Bulgària     |
| 27 de juny de 1917     | Regne de Grècia       | Imperi Otomà          |
| 22 de juliol de 1917   | Siam                  | Imperi Austrohongarès |
| 22 de juliol de 1917   | Siam                  | Imperi Alemany        |
| 4 d'agost de 1917      | Libèria               | Imperi Alemany        |
| 14 d'agost de 1917     | Xina                  | Imperi Austrohongarès |
| 14 d'agost de 1917     | Xina                  | Imperi Alemany        |
| 26 d'octubre de 1917   | Brasil                | Imperi Alemany        |
| 7 de desembre de 1917  | Estats Units          | Imperi Austrohongarès |
| 10 de desembre de 1917 | Panamà                | Imperi Austrohongarès |
| 23 d'abril de 1918     | Guatemala             | Imperi Alemany        |
| 6 de maig de 1918      | Nicaragua             | Imperi Austrohongarès |
| 6 de maig de 1918      | Nicaragua             | Imperi Alemany        |
| 23 de maig de 1918     | Costa Rica            | Imperi Alemany        |
| 12 de juliol de 1918   | Haití                 | Imperi Alemany        |
| 19 de juliol de 1918   | Hondures              | Imperi Alemany        |

### Guerres declarades des del 1945
Les declaracions de guerra, tot i que poc comunes en el sentit tradicional, s'han limitat principalment a les zones de conflicte de l'Àsia occidental i l'Àfrica oriental des del 1945. A més, alguns estats petits han declarat unilateralment la guerra a les principals potències mundials com els Estats Units o Rússia quan s'enfronten a una invasió i/o ocupació hostil. La següent és una llista de declaracions de guerra (o l'existència de guerra) per part d'un estat sobirà contra un altre des del final de la Segona Guerra Mundial el 1945. Només s'hi inclouen les declaracions que es van produir en el context d'un conflicte militar directe.
| Guerra(es) | Data             | Titular                         | Bel·ligerants      | Bel·ligerants | Finalitzat                   | Refèrencies              |
| Guerra(es) | Data             | Titular                         | Part declarant     | Oponent       | Finalitzat                   | Refèrencies              |
| --- | ---------------- | ------------------------------- | ------------------ | ------------- | ---------------------------- | ------------------------ |
| - Guerra arabo-israeliana de 1948 (1948–49) - Crisi de Suez (1956) - Guerra dels Sis Dies (1967) - Guerra de desgast (1967–70) - Guerra del Yom Kippur (1973) | 15 Maig 1948     | Declaració de guerra            | Regne d'Egipte     | Israel        | 26 de març de 1979           | [ 15 ]                   |
| - Guerra arabo-israeliana de 1948 (1948–49) - Crisi de Suez (1956) - Guerra dels Sis Dies (1967) - Guerra de desgast (1967–70) - Guerra del Yom Kippur (1973) | 15 Maig 1948     | Declaració de guerra            | Jordan             | Israel        | 26 d'Octubre 1994            | [ 15 ]                   |
| - Guerra arabo-israeliana de 1948 (1948–49) - Crisi de Suez (1956) - Guerra dels Sis Dies (1967) - Guerra de desgast (1967–70) - Guerra del Yom Kippur (1973) | 15 Maig 1948     | Declaració de guerra            | Síria, Iraq, Líban | Israel        | Tècnicament encara en guerra | [ 15 ]                   |
| Guerra dels Sis Dies (1967) | juny 1967        | Declaració de guerra            | Mauritània         | Israel        | 1991                         | [ 16 ] [ millorar font ] |
| Segona guerra etíop-somali | 13 juliol 1977   | Declaració de guerra            | Somalia            | Etiopia       | 15 March 1978                |                          |
| Guerra entre Uganda i Tanzània | 2 Novembre 1978  | Declaració de guerra            | Tanzania           | Uganda        | 3 juny 1979                  | [ 17 ]                   |
| Guerra Iran-Iraq | 22 setembre 1980 | Declaració de guerra            | Iraq               | Iran          | 20 juliol 1988               | [ 18 ]                   |
| Invasió de Panamà | 15 desembre 1989 | Existència d'un estat de guerra | Panama             | Estats Units  | 31 Gener 1990                | [ 19 ]                   |
| Guerra eritrea-etíop | 14 Maig 1998     | Existència d'un estat de guerra | Etiòpia            | Eritrea       | 12 desembre 2000             | [ 20 ]                   |
| Guerra Civil Txadiana | 23 desembre 2005 | Existència d'un estat de guerra | Txad               | Sudan         | 15 Gener 2010                | [ 21 ]                   |
| Conflicte fronterer entre Djibouti i Eritrea | 13 juny 2008     | Existència d'un estat de guerra | Djibouti           | Eritrea       | 6 juny 2010                  | [ 22 ]                   |
| Guerra a Ossètia del Sud | 9 Agost 2008     | Existència d'un estat de guerra | Georgia            | Russia        | 16 Agost 2008                | [ 23 ]                   |
| Crisi de Heglig | 11 Abril 2012    | Existència d'un estat de guerra | Sudan              | Sudan del Sud | 26 Maig 2012                 | [ 24 ]                   |
| Crisi anglòfona | 4 desembre 2017  | Declaració de guerra            | Cameroon           | Ambazònia     | Encara en guerra             | [ 25 ]                   |
| Guerra de l'Alt Karabakh de 2020 | 27 setembre 2020 | Existència d'un estat de guerra | Azerbaijan         | Armenia       | 10 Novembre 2020             | [ 26 ]                   |
| Segona Guerra del Sàhara Occidental | 14 Novembre 2020 | Declaració de guerra            | SADR               | Marroc        | Encara en guerra             | [ 27 ]                   |
| Guerra de Gaza | 7 Octubre 2023   | Existència d'un estat de guerra | Israel             | Hamàs         | Encara en guerra             | [ 28 ]                   |

### Altres casos singulars

###### Guerra russo-ucraïnesa
No s'ha emès cap declaració formal de guerra en la guerra russo-ucraïnesa en curs. Al començament de la invasió russa d'Ucraïna, Putin va emetre una emissió televisada anunciant l'inici de la invasió amb el terme "operació militar especial", evitant una declaració formal de guerra. Tanmateix, la declaració va ser considerada com una declaració de guerra per part del govern ucraïnès i moltes fonts de notícies internacionals la van informar com a tal. Tot i que el parlament ucraïnès es refereix a Rússia com un "estat terrorista" pel que fa a les seves accions militars a Ucraïna, no ha emès una declaració formal de guerra en nom seu.

## Procediments
En el Títol II, Article 2 del primer Conveni de la Haia de 1899, els estats signataris van acordar que almenys una altra nació s'utilitzés per mediar en disputes entre estats abans d'entrar en hostilitats:
| «                             | En cas de desacord o conflicte greu, abans d'una crida a les armes, les potències signatàries acorden recórrer, en la mesura que les circumstàncies ho permetin, als bons oficis o a la mediació d'una o més potències amigues. | » |
| — Conveni de la Haia de 1899, | |   |

El Conveni de la Haia (III) de 1907, anomenat "Conveni relatiu a l'obertura de les hostilitats", estableix les accions internacionals que un país ha de dur a terme en obrir les hostilitats. Els dos primers articles diuen:
| «                                   | Article 1 Les Potències Contractants reconeixen que les hostilitats entre elles no han de començar sense un avís previ i explícit, ja sigui en forma d'una declaració de guerra motivada o d'un ultimàtum amb declaració de guerra condicional. Article 2 L'existència d'un estat de guerra s'ha de notificar a les potències neutrals sense demora i no tindrà efecte respecte d'elles fins després de la recepció d'una notificació, que, tanmateix, es pot fer per telègraf. No obstant això, les potències neutrals no poden basar-se en l'absència de notificació si s'estableix clarament que eren conscients de l'existència d'un estat de guerra. | » |
| — Conveni de la Haia (III) de 1907, | |   |

## L'ONU i la guerra
En l'esforç de portar a les nacions cap a la resolució dels conflictes sense la guerra, els autors de l'Estatut de les Nacions Unides cercaren convèncer els membres de l'ONU per utilitzar la guerra només en precises i limitades circumstàncies, especialment en l'aspecte defensiu.
L'ONU paradoxalment va esdevenir en una força combatent després que Corea del Nord envaís Corea del Sud el 25 de juny de 1950 , cosa que va donar inici a la Guerra de Corea. El Consell de Seguretat de l'ONU va condemnar l'acció nord-coreana amb una resolució de 9-0 (amb l'absència de la Unió Soviètica) i va demanar als seus països membres que ajudessin Corea del Sud. Els Estats Units i 15 altres nacions van formar una "força de l'ONU" per dur a terme aquesta acció.Tanmateix, en una conferència del 29 de juny de 1950, el President dels Estats Units Truman definí aquesta hostilitat no com guerra, sinó com acció de policia.
Les Nacions Unides van emetre una  resolucions del Consell de Seguretat que declarava que algunes guerres són accions legals segons el dret internacional, en particular la Resolució 678, que autoritza la Guerra del Golf de 1991, desencadenada per la invasió de Kuwait per part de l'Iraq. Les resolucions de l'ONU autoritzen l'ús de la "força" o de "tots els mitjans necessaris".

## La Guerra Global
Algunes de les guerres més recents, tanmateix, s'han portat a terme sense un acte oficial. Després de l'atemptat a les "Torres bessones" per exemple, neix per primera vegada el concepte de guerra global. L'enemic no es configurava ja com un Estat, sinó comuna entitat que forma part de l'Estat. En el cas de les Torres bessones l'enemic va ser Al Qaida, que va portar a la intervenció armada en un estat que no era capaç de controlar l'ordre en el seu propi territori. Les intervencions militars a Afganistan primer, i a l'Iraq després (aquest darrer sense el consens de l'ONU) van ser molt contestats.

## Ús autoritzat de la força
Utilitzat freqüentment com a alternativa a la declaració de guerra, sovint es recorre al recurs de l'ús autoritzat de la força per evitar les barreres tradicionals que comporta l'inici dels combats. Típicament, una declaració oficial ha de ser ratificada per diversos cossos legislatius, mentre que l'ús autoritzat de la força pot permetre a un Cap d'Estat electe iniciar directament les accions sense ulteriors consultes. A més la declaració de guerra es regula pels poders internacionals, mentre que l'ús autoritzat de la força pot ésser usat per evitar algunes conseqüències negatives de la declaració.
Per exemple, en el cas de la guerra del Vietnam i de la guerra d'Iraq, el Congrés dels Estats Units autoritzà l'ús de la força en lloc de la ratificació d'una declaració de guerra. No obstant això, hi ha controvèrsies constitucionals pel que fa a aquest procediment legislatiu.

## Legalitat
La legalitat de qui és competent per declarar la guerra varia entre nacions i formes de govern. En moltes nacions, aquest poder es dóna al cap d'estat o sobirà. El protocol internacional oficial per declarar la guerra es va definir a la Convenció de la Haia (III) de 1907 sobre l'obertura d'hostilitats .
Des del 1945, els desenvolupaments del dret internacional, com ara la Carta de les Nacions Unides, que prohibeix tant l'amenaça com l'ús de la força en conflictes internacionals, han fet que les declaracions de guerra siguin en gran part obsoletes en les relacions internacionals, tot i que aquestes declaracions poden tenir rellevància dins del dret intern dels bel·ligerants o de les nacions neutrals. El Consell de Seguretat de les Nacions Unides, en virtut de les facultats atorgades als articles 24 i 25, i al Capítol VII de la Carta, pot autoritzar accions col·lectives per mantenir o fer complir la pau i la seguretat internacionals. L'article 51 de la Carta de les Nacions Unides també estableix que: "Res de les disposicions d'aquesta Carta no afectarà el dret inherent a la legítima defensa individual o col·lectiva si es produeix un atac armat contra un estat."

## Requisits per país
Declarar la guerra normalment es fa mitjançant un procés que implica una aprovació prèvia abans de fer un anunci formal. Això varia segons el país, ja que alguns no tenen un procés aprovat prèviament i un cap de govern determinat pot declarar la guerra sense condicions prèvies.
| País           | Declarant de guerra | Causa legal                                                                           | Autoritzat per     | Informació addicional |
| -------------- | ------------------- | ------------------------------------------------------------------------------------- | ------------------ | --- |
| Austràlia      | Primer ministre     | Secció 61 de la Constitució australiana                                               | Primer Ministre    | Segons la Llei de Defensa de 1903, una declaració de guerra només la pot fer el Primer Ministre d'Austràlia. |
| Brasil         | President           | Article 84 de la constitució brasilera                                                | Congres            | El president del Brasil té la facultat de declarar la guerra, en cas d'agressió estrangera, quan ho autoritzi el Congrés Nacional o, després de la seva ratificació si l'agressió es produeix entre sessions legislatives, i decretar la mobilització nacional total o parcial en les mateixes condicions. |
| Canadà         | Monarca             | Cap                                                                                   | monarca (per llei) | Vegeu: Declaració de guerra del Canadà. (per llei) |
| Xina           | President           | Articles 62(15), 67(19) i 80                                                          | Congrés (per llei) | El Congrés Nacional Popular té el poder de decidir "sobre qüestions relatives a la guerra i la pau", mentre que el president "d'acord amb les decisions del Congrés Nacional Popular... proclama l'estat de guerra". El Comitè Permanent del Congrés Nacional Popular pot "decidir, quan el Congrés Nacional Popular no està en sessió, sobre la proclamació de l'estat de guerra en cas d'un atac armat contra el país o en compliment de les obligacions dels tractats internacionals relatives a la defensa comuna contra l'agressió". |
| Finlàndia      | President           | Article 93 de la constitució finlandesa                                               | Parlament          | El president de Finlàndia pot declarar la guerra o la pau, amb el permís del Parlament de Finlàndia |
| França         | Govern              | Article 35 de la Constitució francesa                                                 | Parlament          | El Parlament "autoritza" la declaració de guerra. Tant l'Assemblea Nacional com el Senat no voten sobre la declaració, sinó que només debaten la proposta del govern. Després de 4 mesos de qualsevol intervenció militar, el Parlament pot autoritzar la pròrroga de la guerra. El període de 4 mesos no sempre és respectat pel govern. |
| Alemanya       | Parlament           | Article 115a de la Llei General de Govern                                             | Parlament          | A menys que Alemanya sigui atacada per una força militar enemiga, cal una majoria de dos terços al Bundestag si la república federal està sota l'amenaça de guerra. |
| Hongria        | Assemblea Nacional  | Article 1 de la Llei Fonamental d'Hongria                                             | Assemblea Nacional | L'Assemblea Nacional "decidirà declarar l'estat de guerra i concloure la pau". |
| Índia          | President           | Article 53(2) de la Constitució de l'Índia                                            | Parlament          | El president de l'Índia pot declarar la guerra o concloure la pau, subjecte a l'aprovació del parlament i al consell de funcionaris governamentals seleccionats. |
| Israel         | Primer ministre     | La Knesset: Article 40(a) i El Govern: Article 3(a) de les Lleis Fonamentals d'Israel | Primer Ministre    | Segons l'article 40(a) de la Llei Fonamental de la Knesset, l'estat declararà la guerra "d'acord amb una decisió del govern" amb el primer ministre perquè ho notifiqui a la Knesset "tan aviat com sigui possible". Segons l'article 3(a) de la Llei Fonamental del Govern, "el Govern està format pel Primer Ministre i els Ministres". |
| Itàlia         | President d'Itàlia  | Articles 78 i 87 de la Constitució d'Itàlia                                           | Parlament Italià   | El president farà declaracions de guerra tal com hagi acordat el Parlament. El Parlament té l'autoritat per declarar l'estat de guerra i conferir els poders necessaris al Govern. |
| Kuwait         | Monarca             | Article 68 de la Constitució de Kuwait                                                | Monarca            | L'emir declara la guerra defensiva per decret. La guerra ofensiva està prohibida. |
| Mèxic          | President           | Article 89 § VIII de la Constitució mexicana                                          | Congrés            | El president pot declarar la guerra en nom dels Estats Units Mexicans després que el Congrés de la Unió promulgui la llei corresponent. |
| Països Baixos  |                     | Article 96 de la Constitució dels Països Baixos                                       | Estats Generals    | |
| Qatar          | Monarca             | Article 71 de la Constitució de Qatar                                                 | Monarca            | La guerra defensiva es declararà per decret emiri i la guerra agressiva està prohibida. |
| Rússia         | President           | Articles 71 i 86 de la Constitució de Rússia                                          | President          | Segons l'article 71: "La jurisdicció de la Federació Russa inclou […] la política exterior i les relacions internacionals de la Federació Russa, els tractats i acords internacionals de la Federació Russa, les qüestions de guerra i pau;" Segons l'article 86: a "El president de la Federació Russa: […] governarà la política exterior de la Federació Russa;" |
| Aràbia Saudita | Monarca             | Article 61 de la Llei Fonamental de l'Aràbia Saudita                                  | Monarca            | |
| Spain          | Monarca             | Article 63 de la Constitució espanyola de 1978                                        | Parlament          | El Rei, amb l'autorització prèvia del Parlament, té el poder de declarar la guerra i fer la pau. |
| Suècia         | Gabinet             | 2010:1408 Capítol 15. Secció 14 titulada "Declaració de guerra"                       | Parlament          | El gabinet suec (regeringen) no pot declarar que Suècia està en guerra sense el consentiment del parlament (riksdagen) llevat que Suècia sigui atacada primer. |
| Turquia        | Parlament           | Article 87 and 92 of the Constitution of Turkey                                       | Parlament          | El president pot declarar que Turquia està en guerra sense el consentiment del parlament si el parlament s'ajorna o entra en recess i Turquia és atacada primer. |
| Regne Unit     | Monarca             | None                                                                                  | Monarca            | |
| Estats Units   | Congres             | Article 1, Secció 8 de la Constitució dels Estats Units                               | President          | |

## Declaracions actuals
El 2007, romanen en vigor algunes declaracions de guerra, encara que en general es mantenen en absència d'un tractat de pau oficial, no per la presència de les hostilitats reals.
- Corea del Nord i Corea del Sud estan oficialment en guerra des de la guerra de Corea (1950).
- Síria està en guerra amb Israel des de la Guerra del Yom Kippur (1973).
- Havent refusat signar l'armistici del 1949, l'Iraq està en estat de guerra amb Israel des de aleshores.
- Al 2022 Rússia ha llançat una "Operació Militar Especial", De facto declarant la guerra i envaint Ucraïna.
- Havent refusat a alliberar hostatges, Israel ha declarat la guerra a Hamàs, I el conflicte encara continua fins a dia d'hui.

Geòrgia va declarar l'estat de guerra l'agost de 2008 amb Ossètia del Sud.